# Juego del Palo

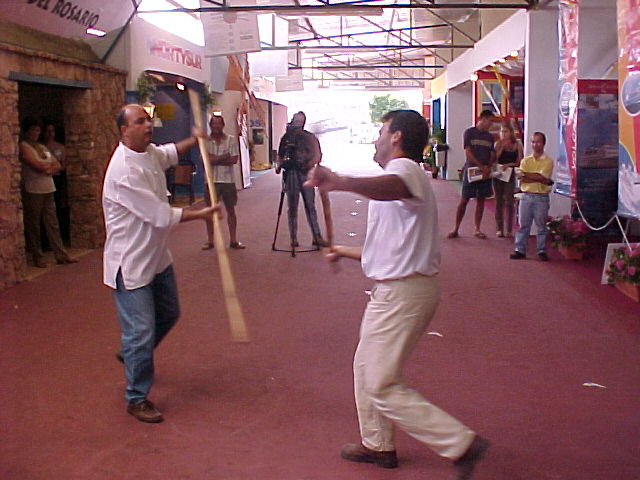
Juego del Palo

Juego del Palo – sztuka walki kijem pochodząca z Wysp Kanaryjskich.
Jest tradycyjną sztuką walki praktykowaną przez rdzennych mieszkańców wysp - Guanczów, jeszcze przed przybyciem Hiszpanów w XV w. Rytualne pojedynki na kije są wzmiankowane w kronice Bethencouriana pochodzącej z 1402.
Od lat 70. XX wieku w związku z rozwojem turystyki walki stały się ważnym elementem folkloru wysp.
Do walki używa się kija długości 120-150 cm. Większość technik to techniki oburęczne.
Obecnie można wyróżnić dziewięć stylów, z których najważniejsze to:
Styl Deniz - opiera się na defensywie, przyjmowaniu ataków przeciwnika oraz wyprowadzaniu kontry. Głównymi technikami są szybkie kombinacje okrężnych uderzeń i pchnięć po linii prostej. Częstymi miejscami ataku są: oczy, uszy, gardło i krocze.
Styl Morales - walka na bliskim dystansie, głównymi technikami są uderzenia i pchnięcia po linii prostej.
Styl Verga - walka na bliskim dystansie, głównymi technikami są krótkie uderzenia, bloki i szybkie ciosy wyprowadzane z wysokiej gardy często wymagające krzyżowania nadgarstków.
Styl Acosta - do walki używane są krótsze kije, które są trzymane pośrodku. Ataki wyprowadzane są z niskiej gardy.
Pozostałe style to: Quintero, Vidal, Confiero, Juego del Garrote, Juego del la Lata.